# A cena con il lupo - Werewolves Within
A cena con il lupo - Werewolves Within (Werewolves Within) è una commedia horror del 2021, diretta da Josh Ruben e tratta da un omonimo videogioco.

## Trama
L'omicidio di un uomo avviene nel mezzo di una foresta, senza che nessuno se ne accorga. Tempo dopo, il poliziotto Finn Wheeler si trasferisce nella cittadina di Beaverfield, stabilendosi presso la locanda di Jeanine Sherman. L'uomo scopre come la città sia divisa a causa della volontà del ricchissimo Sam Parker di costruire un gasdotto: alcuni vorrebbero vendergli le loro proprietà per guadagnare molti soldi, altri si rifiutano di farlo impedendo così di mettere in atto il progetto. In questo trambusto, l'unica persona che gli offre un po' di cooperazione è la postina Cecily Moore: l'uomo consegna per lei per conto un pacco a un eremita che lo minaccia con un fucile, ricevendo in cambio dalla donna un giro del luogo con annessa presentazione degli abitanti.
In crisi da tempo con la sua fidanzata, il poliziotto è profondamente indeciso se lasciarsi andare con la nuova conoscenza o meno. Quella notte, il cane di una delle abitanti del posto viene ucciso apparentemente da un animale e i generatori dell'elettricità dell'intera cittadina vengono danneggiati. Proprio in quel frangente, una scienziata approda in città con lo scopo di fermare il gasdotto. Gli abitanti del villaggio e la scienziata si riuniscono tutti presso la locanda, fatta eccezione per l'eremita: in seguito alla scoperta del cadavere dell'uomo ucciso tempo prima, il quale era il marito della proprietaria della locanda, Finn e Cecily vanno proprio dall'eremita per convincerlo ad aiutare il resto della città. Qui trovano tuttavia degli indizi proprio circa la colpevolezza dell'uomo.
Una volta rientrati in locanda, convincono dunque gli altri a restare lì dentro per la notte: quasi tutti sono armati e potranno difendersi a vicenda. Quella notte, tuttavia, iniziano ad esserci degli episodi di violenza: a un uomo viene recisa la mano e la scienziata muore per apparente suicidio, questo dopo aver individuato la presenza di un lupo mannaro analizzando i reperti dei cadaveri. In seguito a questi episodi, il gruppo si sparpaglia: mentre tutti rientrano alle loro case, gli abitanti del villaggio iniziano ad uccidersi l'un l'altro a causa di sospetti circa l'identità del lupo mannaro o di dissapori pregressi. Quando in seguito a vari morti Finn resta solo con Cecily, l'uomo si rende tuttavia conto che è lei il lupo mannaro.
In seguito a una discussione e ad una lotta fisica col mostro, Finn viene salvato dall'intervento dell'eremita, che nel frattempo si è convinto a comportarsi da bravo vicino e ad aiutare chi è in difficoltà. Cecily è tuttavia sopravvissuta al suo intervento e sta per attaccare i due superstiti, i quali vengono salvati da Jeanine, che vendica la morte di suo marito uccidendo il lupo mannaro con la balestra di quest'ultimo.

## Produzione
Una volta presa la decisione di produrre un film tratto dall'omonimo videogioco, la Ubisoft ha scelto il regista Josh Ruben dopo averne apprezzato il film di debutto Scare Me. Le riprese sono iniziate nel febbraio 2020, svolgendosi in varie località dello stato di New York. Il budget investito per l'opera ammonta a 6,5 milioni di dollari.

## Distribuzione
Presentato in anteprima dal Tribeca Film Festival 2021, il film è stato distribuito nei cinema in maniera limitata nel giugno 2021. L'opera è stata infine distribuita nel mercato on demand a partire dal mese successivo.

## Accoglienza

### Incassi
Il film ha incassato 937 mila dollari al botteghino.

### Critica
Sull'aggregatore Rotten Tomatoes il film riceve l'86% delle recensioni professionali positive con un voto medio di 6,9 su 10 basato su 140 critiche, mentre su Metacritic ottiene un punteggio di 66 su 100 basato su 17 critiche. Questi risultati lo rendono il film tratto da un videogioco più apprezzato di sempre dalla critica di settore.